# Julia Sikorska
Julia Sikorska (ur. 1751 lub 1758, zm. 1775 w Warszawie) – aktorka, żona aktora Kazimierza Owsińskiego.
W 1774 do 1775 występowała w Teatrze Narodowym w Warszawie.
”Rzadkie zdolności tej artystki – pisał o niej Jan Tomasz Seweryn Jasiński – szybko się rozwijały. Dołączywszy do nich uczucie, wymowę dźwięczną, rysy twarzy prześliczne, pojęcie łatwe - łatwo domyślać się, jakie wrażenie wzbudzała w rolach pierwszych kochanek”. 
Role Julii Sikorskiej po jej śmierci przejęła Agnieszka Truskolaska.